# Al-Hayat
Pour les articles homonymes, voir Hayat.

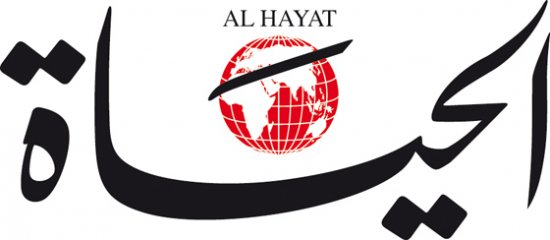

Al-Hayat (La Vie) est un journal quotidien généraliste arabophone avec une diffusion dans le monde arabe estimée à  110 000 exemplaires.
À l'origine, libanais, le journal a été acheté en 1990 par le prince saoudien Khalid bin Sultan (en) mais l'équipe dirigeante est restée libanaise. La ligne éditoriale du journal est résolument panarabe et souvent alignée sur les positions officielles de la Ligue arabe. Il est très contesté par une partie des élites arabes progressistes.
Leur devise est "La vie consiste de la foi et de la lutte" (arabe: إن الحياة عقيدة وجهاد). Cette phrase vient d'un poème de Ahmed Shawki[réf. souhaitée].

## Historique
Al-Hayat a été créé en 1946 au Liban par Kamel Mroué,. En 1966, le fondateur du journal est assassiné, puis le journal est fermé en 1976 à la suite du déclenchement de la guerre civile libanaise. Le fils de Kamel Mroué, Jamil Mroué, relance le journal le 30 octobre 1988 grâce au soutien financier du prince saoudien Khalid bin Sultan (en) qui en devient le propriétaire.
Parmi les collaborateurs du journal, la journaliste saoudienne Hissa Hilal a édité les pages consacrées à la poésie (années 2000?).
Le journal, dans sa version papier, a cessé de paraitre le 31 mai 2018 pour des raisons financières, tout en continuant l'édition en ligne qui cesse de paraitre elle aussi, le 4 septembre 2018.

## Sources
- Mohammed El-Oifi, « Voyage au cœur des quotidiens panarabes : Un aspect méconnu de l’alliance entre Riyad et Washington », Le Monde diplomatique, décembre 2006
- Mohammed El-Oifi, « Not the voice of the street: Inventing an imaginary Arab world », Le Monde diplomatique, décembre 2006